# Espada borboleta

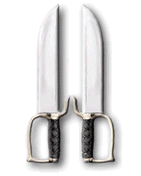
Espadas Borboleta

A espada borboleta (chinês tradicional: 蝴蝶雙刀; chinês simplificado: 蝴蝶双刀; Pinyin: húdié shuāng dāo) é um dao, ou sabre-de-uma-ponta, originado do sul da China tem o nome em cantones; Wu Tip Do, no estilo wing chun kuen é conhecido como pa tzan do que significa oito cortes da lâmina, tem seu uso em vários estilos de kung fu como por exemplo Hung Kuen, Tong Long, Wing Chun, Choy Lee Fut, Loong Ying, Nan Sial Lin. Dependendo do estilo praticado as facas sofrem alteração em comprimento e tipo de gancho.

## Espadas-borboleta na ficção
- Kano usa de facas-borboleta em Mortal Kombat: Deadly Alliance e Mortal Kombat: Armageddon.
- Iroha, personagem de Samurai Shodown, usa de duas espadas-borboleta.